# Lista siturilor arheologice din județul Călărași - D
Lista siturilor arheologice din județul Călărași - D conține toate siturile arheologice din județul Călărași înscrise în Repertoriul Arheologic Național (RAN) și aflate în localități al căror nume începe cu litera D. RAN este administrat de Ministerul Culturii și Patrimoniului Național și cuprinde date științifice, cartografice, topografice, imagini și planuri, precum și orice alte informații privitoare la zonele cu potențial arheologic, studiate sau nu, încă existente sau dispărute.
Puteți căuta un sit din localitățile care încep cu litera D folosind formularul de mai jos sau puteți naviga prin toate siturile din județ la Lista siturilor arheologice din județul Călărași.
| Cod RAN      | Denumire | Localitate                        | Adresă              | Datare                                      | Descoperit                           | Coordonate                                    | Imagine           | Erori            |
| ------------ | --- | --------------------------------- | ------------------- | ------------------------------------------- | ------------------------------------ | --------------------------------------------- | ----------------- | ---------------- |
| 93450.01.01  | Așezarea Coslogeni de la Dorobanțu - "La Belu" / ansamblu anonim (Categorie: locuire civilă) (Tip: așezare)                    | sat Dorobanțu, comuna Dorobanțu   | La Belu             | Coslogeni - Cernavodă I sf. Mil. II î.Hr.   | Niță Angelescu 1954                  | 44°12′43″N 26°56′36″E / 44.21188°N 26.94343°E | Încărcați imagine | Raportați eroare |
| 105482.01.01 | Așezare cu două niveluri aparținând culturilor Sântana de Mureș și Dridu / ansamblu anonim (Categorie: așezare) (Tip: Așezare) | sat Dârvari, comuna Tămădău Mare  |                     | Sântana de Mureș - Cerneahov sec. al IV-lea | 1972                                 | 44°26′09″N 26°32′54″E / 44.43583°N 26.54833°E | Încărcați imagine | Raportați eroare |
| 105482.01.02 | Așezare cu două niveluri aparținând culturilor Sântana de Mureș și Dridu / ansamblu anonim (Categorie: așezare) (Tip: Așezare) | sat Dârvari, comuna Tămădău Mare  |                     | Dridu sec. IX-XI                            | 1972                                 | 44°26′09″N 26°32′54″E / 44.43583°N 26.54833°E | Încărcați imagine | Raportați eroare |
| 102865.01.01 | Situl arheologic de la Dănești / ansamblu anonim (Categorie: locuire) (Tip: așezare)                                           | sat Dănești, comuna Frăsinet      |                     | getică                                      | Done Șerbănescu, George Trahoni 1972 | 44°20′04″N 26°48′39″E / 44.3345°N 26.81083°E  | Încărcați imagine | Raportați eroare |
| 102865.01.02 | Situl arheologic de la Dănești / ansamblu anonim (Categorie: locuire) (Tip: așezare)                                           | sat Dănești, comuna Frăsinet      |                     | Sântana de Mureș - Cerneahov sec. IV        | Done Șerbănescu, George Trahoni 1972 | 44°20′04″N 26°48′39″E / 44.3345°N 26.81083°E  | Încărcați imagine | Raportați eroare |
| 102865.01.03 | Situl arheologic de la Dănești / ansamblu anonim (Categorie: locuire) (Tip: așezare)                                           | sat Dănești, comuna Frăsinet      |                     | sec. IX-X                                   | Done Șerbănescu, George Trahoni 1972 | 44°20′04″N 26°48′39″E / 44.3345°N 26.81083°E  | Încărcați imagine | Raportați eroare |
| 102865.02.01 | Situl arheologic de la Dănești / ansamblu anonim (Categorie: locuire) (Tip: așezare)                                           | sat Dănești, comuna Frăsinet      |                     | Coslogeni                                   |                                      | 44°19′44″N 26°48′40″E / 44.32878°N 26.81108°E | Încărcați imagine | Raportați eroare |
| 102865.02.02 | Situl arheologic de la Dănești / ansamblu anonim (Categorie: locuire) (Tip: așezare)                                           | sat Dănești, comuna Frăsinet      |                     | getică                                      |                                      | 44°19′44″N 26°48′40″E / 44.32878°N 26.81108°E | Încărcați imagine | Raportați eroare |
| 93389.01.01  | Așezarea Coslogeni de la Dor Mărunt - Valea Gerului / ansamblu anonim (Categorie: locuire) (Tip: așezare)                      | sat Dor Mărunt, comuna Dor Mărunt | Valea Gerului       | Coslogeni sf. Mil. II î.Hr.                 |                                      | 44°25′52″N 26°54′52″E / 44.43114°N 26.91441°E | Încărcați imagine | Raportați eroare |
| 93334.01.01  | Așezarea Coslogeni de la Dichiseni - Grădiștea Dichiseni / ansamblu anonim (Categorie: locuire) (Tip: așezare)                 | sat Dichiseni, comuna Dichiseni   | Grădiștea Dichiseni | Coslogeni sf. Mil. II î.Hr.                 |                                      | 44°12′49″N 27°32′41″E / 44.21352°N 27.5447°E  | Încărcați imagine | Raportați eroare |